# Voghera
Voghera (Vughera in dialetto locale) è un comune italiano di 39 828 abitanti della provincia di Pavia in Lombardia.
È un centro vinicolo e industriale dell'Oltrepò Pavese e rappresenta un importante nodo ferroviario e stradale dell'Italia nord-occidentale.

## Geografia fisica

### Territorio
Il territorio di Voghera è situato nella parte sud-occidentale della Lombardia, a sud del fiume Po. Sorge sulle rive del torrente Staffora nel lembo iniziale della Pianura padana, a pochi chilometri dall'inizio della prima fascia collinare appenninica.
La casa comunale è situata a 96 metri sul livello del mare. Le quote dei punti più basso e più alto del territorio comunale sono rispettivamente 71 e 125 m s.l.m.
La città è lambita a nord dal 45º parallelo, che è segnalato da un cartellone che sovrasta le due carreggiate dell'autostrada A21 Torino-Piacenza, nei pressi di Voghera; nonché dal 9º meridiano est.
Il rischio sismico risulta relativamente basso e l'ultima scossa significativa per la città è avvenuta nel 2013: Voghera è stata infatti classificata come «zona 3» («sismicità bassa»).

### Clima
Secondo la classificazione climatica il centro abitato è situato in "zona E", 2685 GG.
Voghera presenta un clima temperato caldo, stabilmente umido, con estate molto calda (classificazione Köppen-Geiger Cfa) tipico della pianura Padana: le estati sono molto calde e caratterizzate dal fenomeno dell'afa mentre invece gli inverni sono spesso freddi. Durante il semestre invernale possono presentarsi alcuni giorni di nebbia, anche se il fenomeno è meno frequente rispetto al passato. Stando alla media calcolata nel trentennio 1961-1990, il mese più freddo (gennaio) registra una temperatura media di 0,3 °C, mentre quello più caldo (luglio) +23,1 °C. Le precipitazioni medie annue si aggirano tra i 650 e i 700 mm, con picco in autunno.
Il 27 giugno 2019 la stazione meteo di Voghera Ponte Rosso registra una temperatura massima anomala di 39,8 °C.

| VOGHERA             | Mesi | Mesi | Mesi | Mesi | Mesi | Mesi | Mesi | Mesi | Mesi | Mesi | Mesi | Mesi | Stagioni | Stagioni | Stagioni | Stagioni | Anno |
| VOGHERA             | Gen  | Feb  | Mar  | Apr  | Mag  | Giu  | Lug  | Ago  | Set  | Ott  | Nov  | Dic  | Inv      | Pri      | Est      | Aut      | Anno |
| ------------------- | ---- | ---- | ---- | ---- | ---- | ---- | ---- | ---- | ---- | ---- | ---- | ---- | -------- | -------- | -------- | -------- | ---- |
| T. max. media (°C)  | 3,5  | 7,0  | 12,8 | 17,6 | 21,7 | 26,1 | 29,5 | 28,2 | 24,2 | 17,4 | 9,5  | 4,7  | 5,1      | 17,4     | 27,9     | 17,0     | 16,8 |
| T. min. media (°C)  | −2,9 | −1,1 | 2,5  | 6,0  | 10,0 | 13,9 | 16,6 | 16,3 | 13,3 | 8,4  | 3,3  | −1,5 | −1,8     | 6,2      | 15,6     | 8,3      | 7,1  |
| Precipitazioni (mm) | 49   | 49   | 61   | 51   | 66   | 48   | 36   | 57   | 58   | 81   | 79   | 46   | 144      | 178      | 141      | 218      | 681  |
| Giorni di pioggia   | 7    | 6    | 7    | 7    | 8    | 6    | 4    | 5    | 5    | 7    | 8    | 6    | 19       | 22       | 15       | 20       | 76   |

## Storia
I primi insediamenti sul territorio ora occupato da Voghera risalgono al Neolitico e sono dovuti, probabilmente, al clima mite e alla presenza di corsi d'acqua. L'antica Voghera viene riconosciuta nella romana Iria, erede di un precedente villaggio abitato da popolazioni iberiche, celtiche e da Liguri Iriati (da cui ebbe origine il toponimo). Nel corso degli anni è probabile che l'insediamento venne ripetutamente devastato dal passaggio di vari eserciti, tra i quali quelli di Magno Massimo (387 d.C.), di Attila (452), dei Burgundi e dei Rugi (fine IV secolo), e più volte ricostruito.
Alla fine del VI secolo Iria ritorna ad essere un villaggio, un “vicus” per l'appunto, ed è in questo periodo che il nome si modifica, dando origine a quello attuale: “Vicus Iriae” poi volgarizzato in “Vicus Eira” e quindi “Viqueria”. L'unica citazione di Voghera nei secoli bui risale al monaco Giona di Bobbio: egli narra che il monaco bobbiese Meroveo, mandato dall'abate di Bobbio Sant'Attala a Tortona, scoprì un tempio ancora officiato da pagani in fitte boscaglie presso Vicus Iriae. Il borgo medioevale viene edificato sui resti dell'antica colonia romana. Alcuni storici non concordano sull'identificazione di Voghera con l'antica città di Iria ma sostengono che quest'ultima si identifichi con il vicino abitato di Castelnuovo Scrivia il quale in età romana godeva di maggiore importanza rispetto a Voghera che allora era un semplice vicus.
Durante il VII e l'VIII secolo il nucleo urbano, a causa dei benefici della vicinanza della capitale longobarda (Pavia), si sviluppa sul vecchio “castrum” e vede sorgere le prime opere di fortificazione. La sua principale fonte di irrigazione è data dal torrente Staffora (da “stat foras”, così denominato per il suo continuo straripare o più probabilmente dal longobardo "staffil", cippo di confine, per la sua sorgente sul monte Chiappo, cippo di confine tra varie regioni) e dalla sua derivazione, il canale Lagozzo che serve ad alimentare i nove mulini presenti nel borgo.
Nel 774 i Franchi di Carlo Magno travolsero dopo due secoli di regno i Longobardi, costituendo l'Impero carolingio.
Il re Berengario I assegnò la giurisdizione su Voghera al vescovo di Tortona, staccandola da quella di Bobbio, anche se entrambe facevano parte della marca Obertenga (Liguria orientale).
È in questo periodo che il borgo di Viqueria, oltre a divenire un centro di intensi scambi commerciali, sede di mercati settimanali e di almeno due fiere annuali, vede accrescere la sua importanza come luogo di transito e di sosta per i pellegrini diretti in Terra santa e a Roma. Ne sono prova la presenza di molti ospedali, di ricoveri per viandanti e la morte di San Bovo, avvenuta nel 986 di ritorno da un pellegrinaggio a Roma. Per Voghera transitava la via del sale lombarda controllata dai Malaspina, percorsa da colonne di muli che partendo da Pavia percorrendo la valle Staffora raggiungevano Genova attraverso il passo del Giovà e il monte Antola.
Nel 1164 Voghera fu definitivamente assoggettata, per diploma di Federico Barbarossa, alla giurisdizione del comune di Pavia.
Sotto il regno di Arrigo VI (figlio del Barbarossa) il borgo si emancipa dal potere vescovile, aumentando così la sua autonomia. Comprova un'ulteriore possibilità di autonomia il documento pergamenaceo dato in Pavia il 26 giugno 1271 (conservato presso l'Archivio storico del comune di Voghera), dal quale risulta che il comune di Pavia ha venduto alla comunità di Voghera il diritto di eleggersi il podestà (ed i consoli di giustizia), con decorrenza dal 1º gennaio 1272, con riserva di riscattare tale diritto.
Dal 1358 Voghera passa sotto il dominio dei Visconti; fa eccezione il periodo maggio 1363-luglio 1364, nel quale viene occupata dal marchese di Monferrato. Nel 1361 i Visconti fortificano il borgo, circondandolo di mura e fossato e dando inizio alla costruzione del castello, con imposizione ai comuni di Casteggio, Broni, Casei, Montebello Della Battaglia, Rovescala, Nazzano, Oliva, Pietra, Fortunago, Montalto, Mondondone, Santa Giuletta, Gerola e Sale di contribuire all'esecuzione di quelle opere.
Infeudata nel 1436 da Filippo Maria Visconti alla famiglia Dal Verme conti di Bobbio e di Voghera, e poi dal 1516 marchesato di Bobbio; essa rimane terra del Ducato di Milano anche con gli Sforza e con Filippo II re di Spagna (1598). Nel 1660 Voghera divenne un marchesato per la famiglia Dal Pozzo della Cisterna (dal 1670 principi di Cisterna d'Asti). Con il decadere della sovranità spagnola passa sotto quella austriaca fino al 1743 quando, in forza del trattato di Worms (1743), entra a far parte del Regno di Sardegna, sotto Carlo Emanuele III, che eleva nel 1748 Voghera a capoluogo della provincia vogherese comprendente parte dell'Oltrepò e il Siccomario, provincia che resterà tale dal 1748 fino al 1859.
L'8 giugno 1770, con Patente Reale 112 – reg. 43 –, il Re di Sardegna, riordinando amministrativamente lo Stato, eleva Voghera da borgo a città. Con l'occupazione francese (1796) Voghera, come capoluogo di circondario, appartiene prima al dipartimento di Marengo e poi a quello di Genova. Il 22 giugno 1815, a seguito della restaurazione sabauda, ritorna al Piemonte e riacquista il rango di capoluogo di Provincia.
Il XIX secolo, anche a seguito del grande aumento demografico, vede necessaria ed urgente la stesura di un piano regolatore (1835), la progettazione di opere di abbellimento e di ornato che permettono l'ampliamento, il rinnovamento e l'ammodernamento della città. Pertanto vengono abbattute le mura (1821-1830) sul cui tracciato si costruisce l'attuale circonvallazione interna. Nel 1858 viene inaugurata la stazione ferroviaria. L'anno successivo, al termine della seconda guerra di indipendenza, Voghera, insieme con le limitrofe province di Lomellina e di Bobbio, entra a far parte, come circondario, della nuova Provincia di Pavia.
La città, a causa della sua posizione all'incrocio tra le direttrici Milano-Genova e Torino-Bologna, è duramente colpita dai bombardamenti alleati durante la seconda guerra mondiale. Voghera è anche un importante centro della Resistenza al nazifascismo e al termine del conflitto tre vogheresi, caduti per la libertà, vengono insigniti della medaglia d'oro al valor militare. Al referendum istituzionale del 1946 in città trionfa la Repubblica col 70,4% dei voti, contro solo il 29,5% per la monarchia.
Nel secondo dopoguerra Voghera vive un nuovo sviluppo architettonico e demografico, si rinnova e si arricchisce di grandi opere strutturali e viarie. Il 31 maggio 1962 la stazione cittadina è teatro di un grave incidente ferroviario nel quale perdono la vita 63 persone.
Nel corso del secondo Novecento il nome della città è diventato noto in tutta Italia grazie alla locuzione arbasiniana "casalinga di Voghera".

### Simboli

Stemma civico

Il gonfalone

Il Comune di Voghera, secondo la ricostruzione del conte Antonio Cavagna Sangiuliani, al tempo della dieta di Roncaglia, mostrando fedeltà all'imperatore Federico Barbarossa e avendone ospitato le truppe durante l'assedio di Tortona, assunse a proprio stemma l'aquila imperiale in campo dorato con fasce bianche e nere e, secondo altre fonti anche rosse, con l'iscrizione: Signo Sacrati Imperii Durabit Viqueria tempore longo si sciet vivere cauta ("Sotto il simbolo del Sacro Impero Voghera durerà a lungo, se saprà vivere con cautela").
Lo storico stemma venne riconosciuto con il decreto del capo del governo del 27 settembre 1938 e vi furono apportate delle modifiche:
- al di sopra del capo dell'Impero fu riprodotto, come prevista da una legge, il capo del Littorio; secondo lo storico Fabrizio Bernini le bande nere e bianche rappresentano l'insegna antica della classe nobile, mentre il colore rosso sta a significare il popolo, i primi raffigurati al di sopra di questi ultimi[18]; queste fasce in origine erano rettilinee, ma assunsero la forma convessa nelle raffigurazioni del tardo Cinquecento, quando il disegno dei blasoni prevedeva che fossero arcuate per rendere una sorta di tridimensionalità dello scudo[19];
- è presente una scritta bianca su sfondo blu nella zona sottostante lo scudo la scritta abbreviata in Signo Sacrati Imperii Durabit Viqueria ("Sotto il simbolo del Sacro Impero Voghera durerà");
- lo scudo è sormontato da una corona marchionale e circondato da un ramo di alloro legato con uno di quercia tramite un nastro tricolore.

Il gonfalone è un drappo di bianco.

## Monumenti e luoghi d'interesse

### Architetture religiose
Duomo (Collegiata di San Lorenzo, XVII secolo)

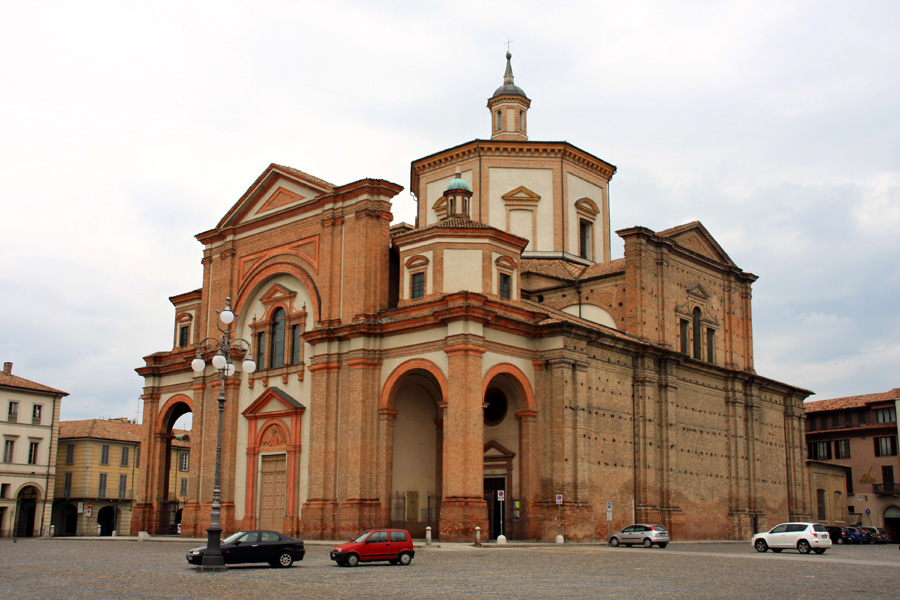
Vista del Duomo dominante l'omonima piazza

Il duomo è il monumento religioso più grande e importante di Voghera e si affaccia sull'omonima piazza, la principale della città. La sua costruzione fu intrapresa agli inizi del Seicento, seguendo una variante dello stile rinascimentale, nello stesso luogo dove era già presente la vecchia chiesa parrocchiale, della quale rimase solamente la base dell'attuale campanile. Venne terminata molto più tardi, nel 1875, con l'edificazione dell'attuale facciata, che presenta una grande finestra centrale a trifora. La pianta della chiesa è centrale e suddivisa in tre navate, mentre nel centro si innalza la grande cupola principale, coperta all'esterno da un tiburio di forma ottagonale e sorretta da quattro pilastri; questo, con i suoi 47 metri, è il punto più alto del duomo. Al suo interno vengono custodite reliquie e opere d'arte degne di nota, come la Sacra Spina, che si presume sia un frammento ligneo attribuito alla corona di spine portata da Gesù e l'affresco raffigurante la Madonna del Soccorso.
Tempio Sacrario della Cavalleria Italiana (XII secolo)

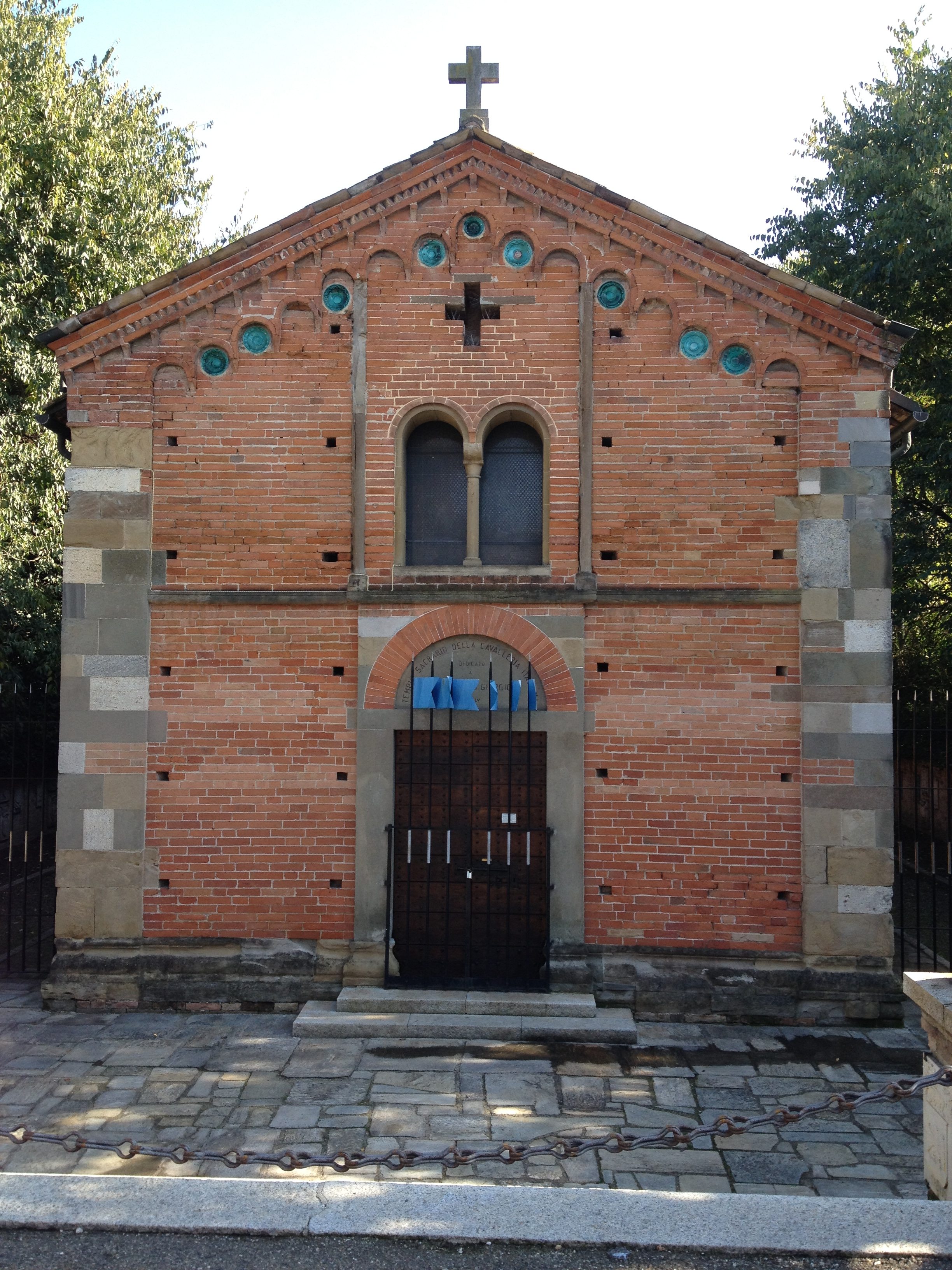
La facciata del Tempio Sacrario della Cavalleria

Pregevole esempio di architettura romanica, è la chiesa più antica della città, intitolata ai santi Ilario e Giorgio. dal punto di vista storico rappresenta uno dei principali monumenti cittadini. A causa del colore dei mattoni usati per la sua costruzione è nota anche con il nome di Chiesa Rossa. La Cavalleria Italiana nel 1956 la elesse ufficialmente Tempio Sacrario; l'edificio al suo interno conserva tutti gli stemmi appartenenti ai reggimenti dell'Arma.
Chiesa di Santa Maria delle Grazie (XV secolo)

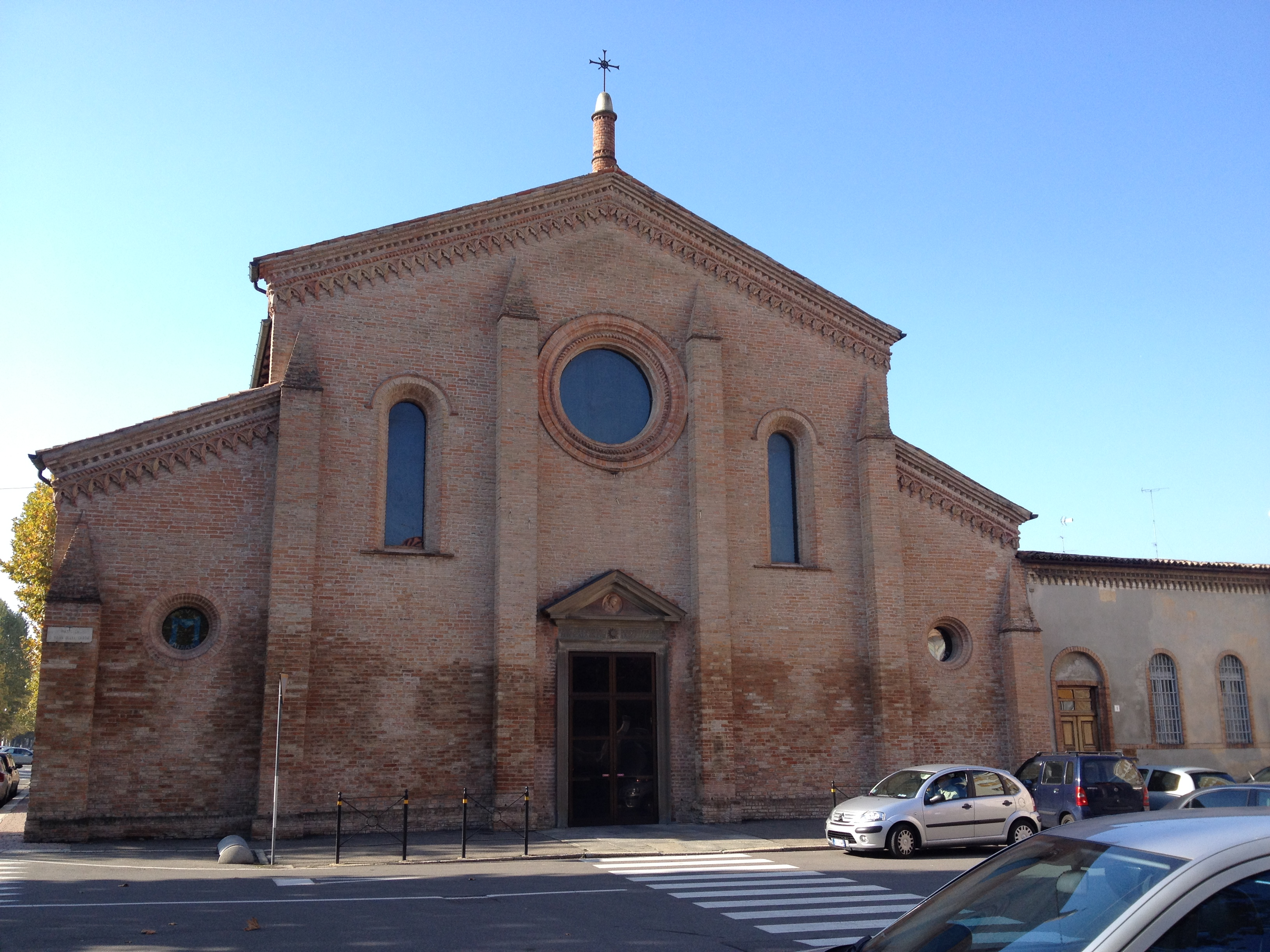
Facciata della chiesa di Santa Maria delle Grazie

 È una delle chiese più importanti e antiche di Voghera, esempio di stile gotico lombardo e fu completata, dopo varie ristrutturazioni, nel 1505. Fu riconsacrata nel 1927, dopo essere rimasta chiusa durante il periodo napoleonico, per essere affidata ai Padri Francescani. È chiamata anche chiesa del Rosario e custodisce al suo interno un importante affresco quattrocentesco che raffigura la Madonna delle Grazie.
Chiesa di San Giuseppe Calasanzio (XVIII secolo)

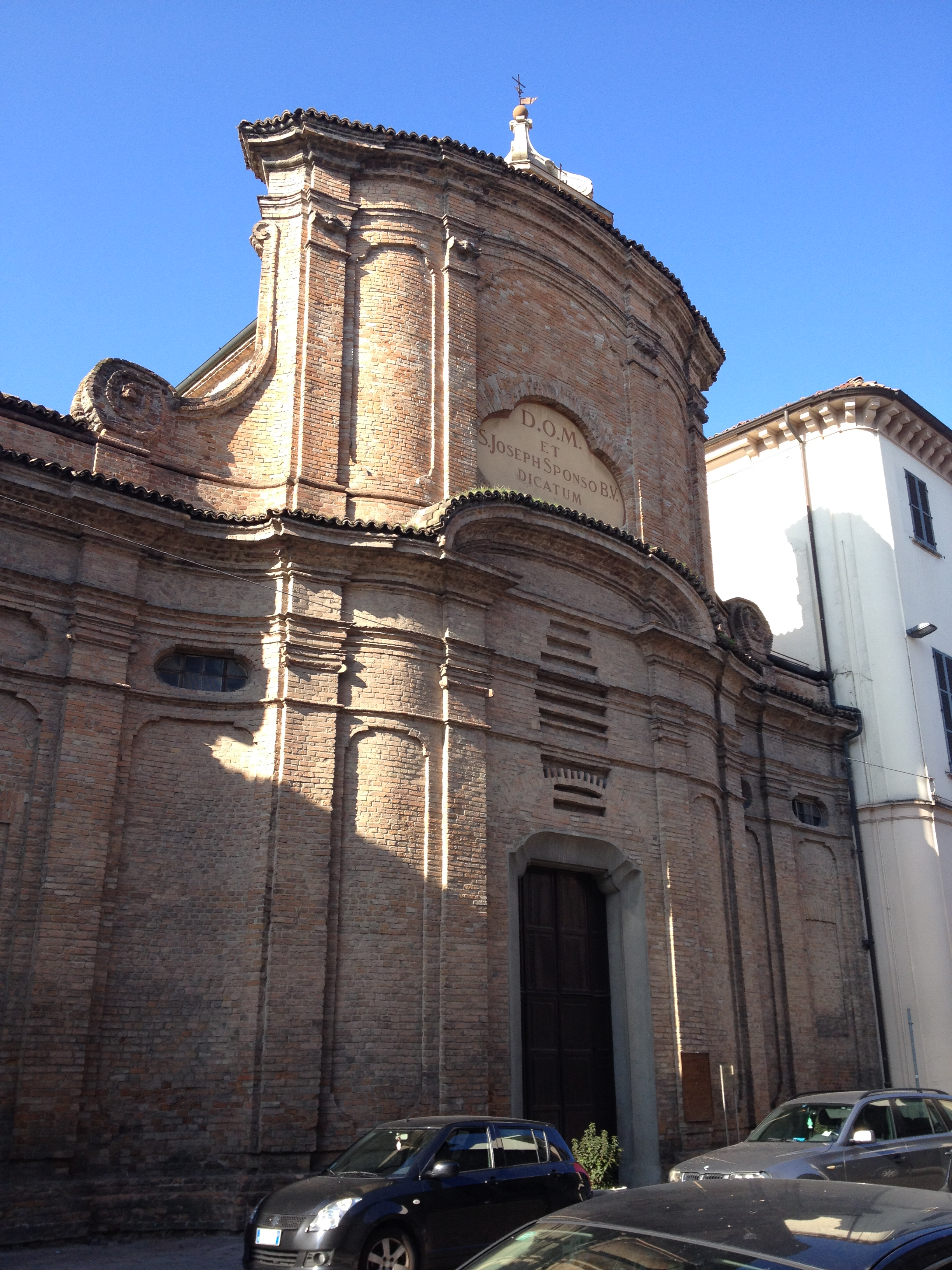
Facciata della chiesa di San Giuseppe

 Costruita nel Settecento in stile barocco dai Padri Scolopi, al suo interno presenta alcune importanti opere del pittore vogherese Paolo Borroni.
Chiesa di Santa Maria Assunta o del Carmine (XVII secolo)

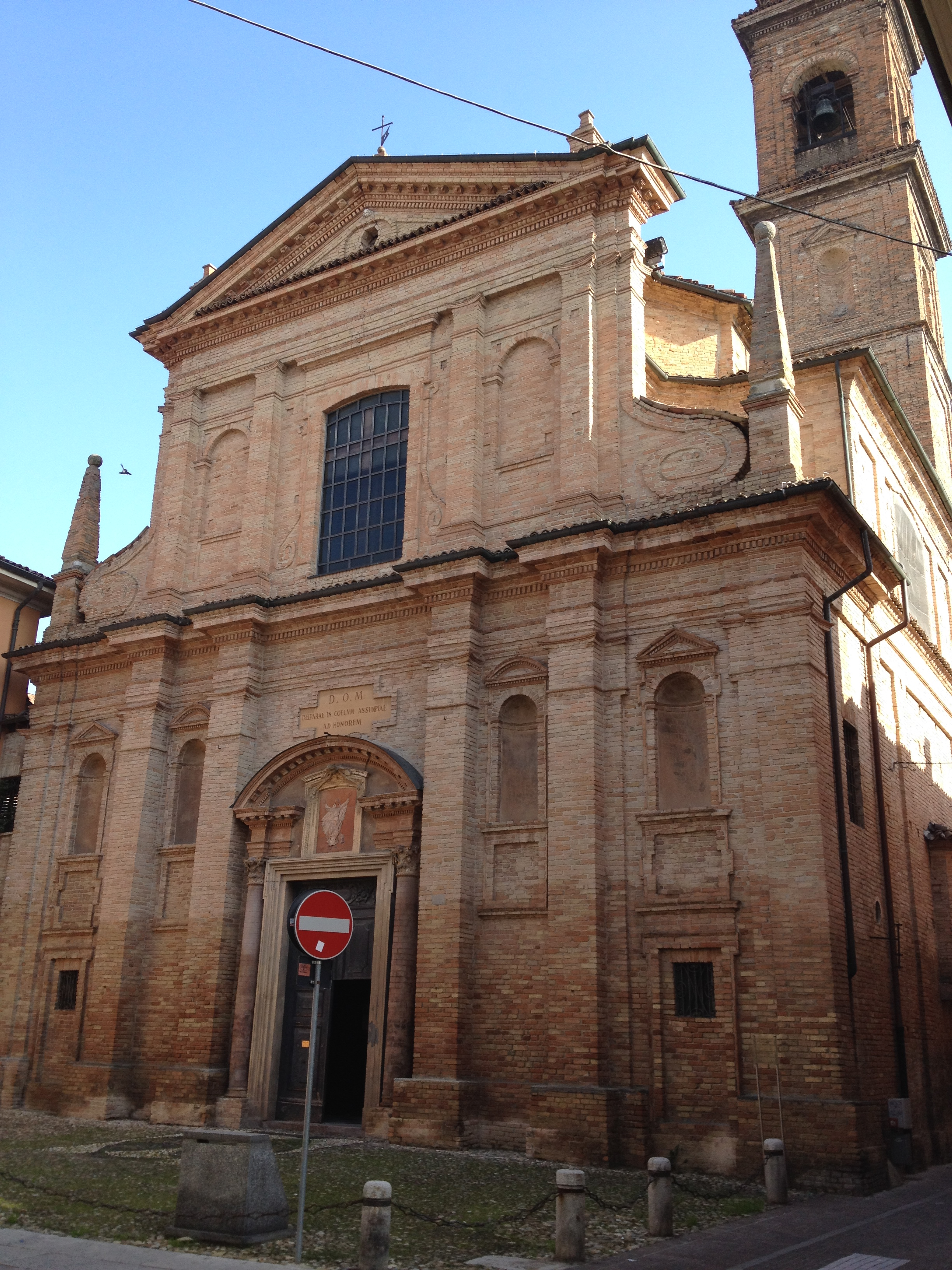
La facciata della chiesa di Santa Maria Assunta

Presenta caratteristiche proprie dello stile barocco e rinascimentale. Fu fondata dalla Confraternita dei Raccomandati nel Trecento, ma venne ricostruita nel diciassettesimo secolo. Recentemente ristrutturata, è caratterizzata da un'interessante cupola, affrescata nel 1655 dal pittore Gian Battista Cane. La chiesa custodisce l'importante opera, anch'essa restaurata, del Transito di San Giuseppe, del pittore Paolo Borroni.
Chiesa di San Giovanni (XVII secolo)
Fu costruita nel Seicento sui resti dell'omonimo oratorio. Al suo interno conserva una grande tela dipinta dal pittore Carlo Francesco Nuvolone, che raffigura la natività di San Giovanni Battista.
Chiesa di San Sebastiano (XVI secolo)
Edificata tra il XVI e il XVII secolo, presenta una facciata ricostruita nel 1844 in stile neoclassico. Al suo interno sono custoditi i resti del pittore Paolo Borroni.
Chiesa di San Rocco (XVI secolo)
Costruita tra il 1525 e il 1578 grazie alla Confraternita del SS nome di Gesù, custodisce al suo interno un braccio e due falangi di San Rocco.

### Architetture civili
Palazzo Gounela (XIX secolo)

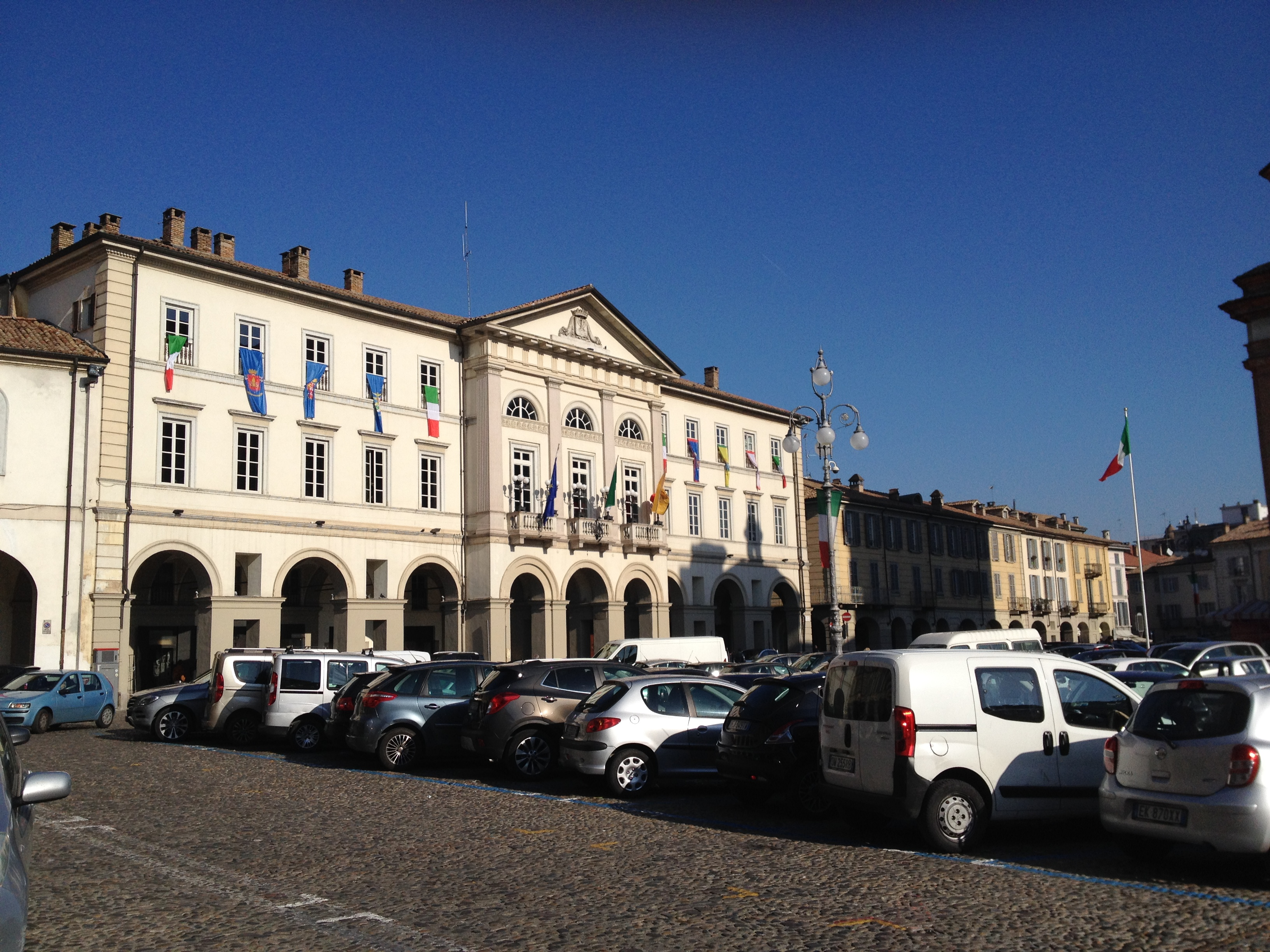
La facciata di Palazzo Gounela

Costruito tra il 1844 e il 1847 in stile neoclassico, è sede del Municipio cittadino ed ha il suo ingresso principale sulla piazza del Duomo. Al suo interno presenta un affresco del pittore Paolo Emilio Morgari raffigurante la cerimonia di proclamazione di Voghera a città.
Teatro Sociale (XIX secolo)

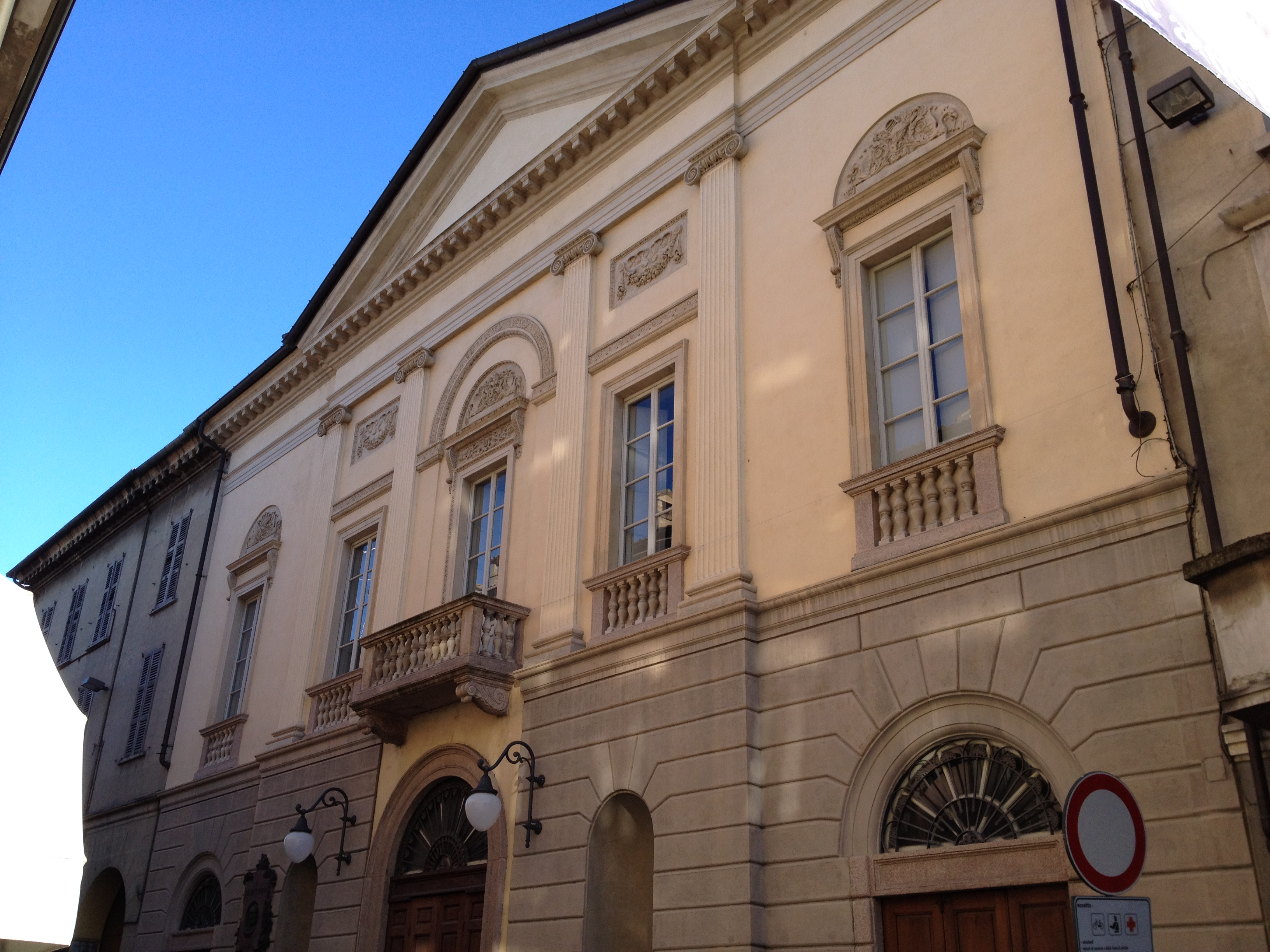
Facciata del teatro sociale

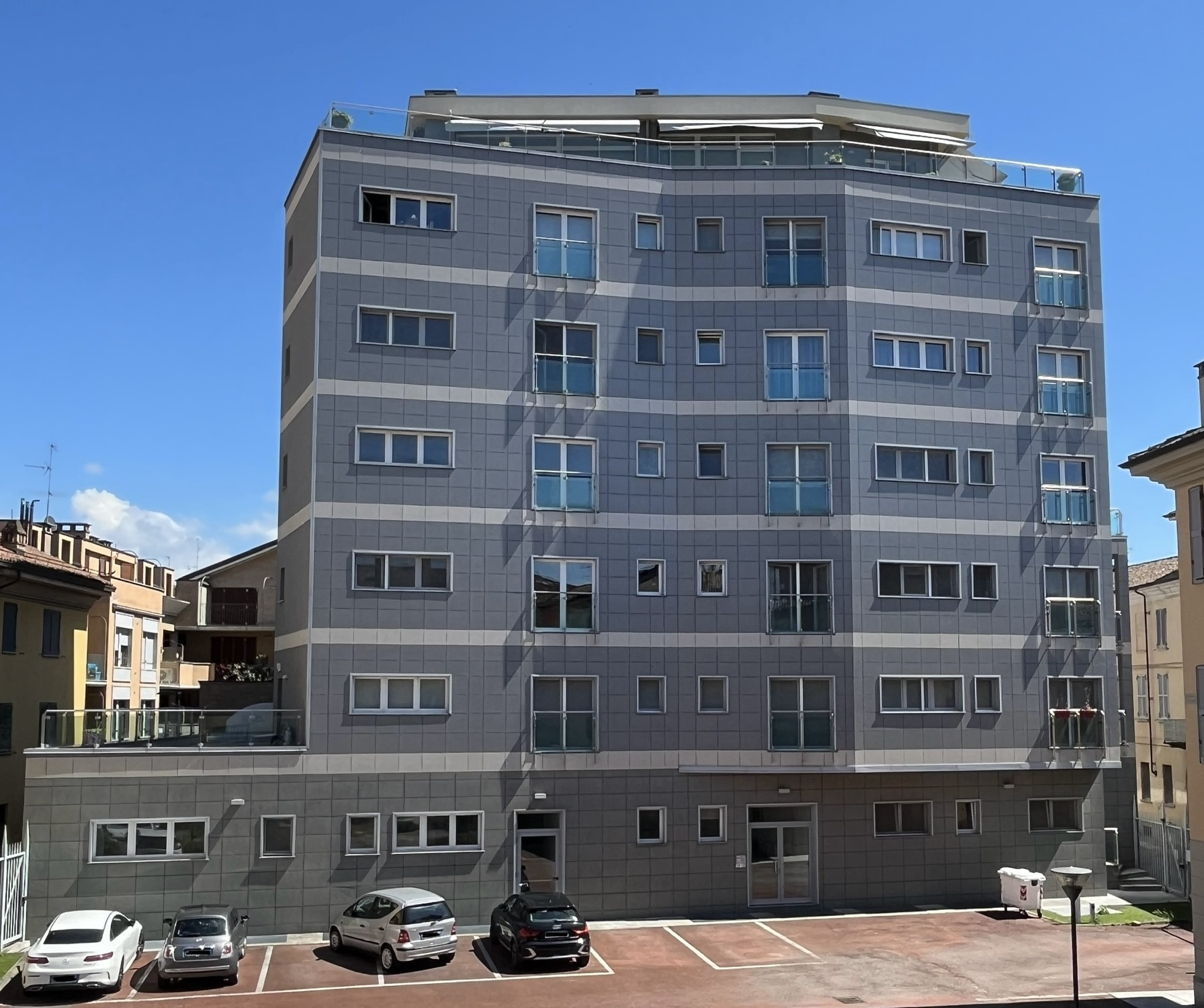
Facciata nord-ovest dell'Ex Istituto Gallini

La sua costruzione avvenne tra gli anni 1842 e 1845. Dotato di una facciata in stile neoclassico e di seicento posti a sedere, fu adibito a opere liriche, operette, rappresentazioni teatrali, sede di conferenze e cinema. Fu chiuso per problemi relativi alla sicurezza nel 1986. Dopo svariati anni di ristrutturazione avanzata, il teatro riprende l'attività nel Dicembre 2023. Intitolato recentemente allo stilista Valentino, nato a Voghera.
Palazzo Beltrami (XIX secolo)
Ristrutturato in stile neoclassico nel 1854, è sede di numerose conferenze, locate nel suo Salone del Millenario e di un quotidiano locale, il Giornale di Voghera.
Casa Nava (XX secolo)

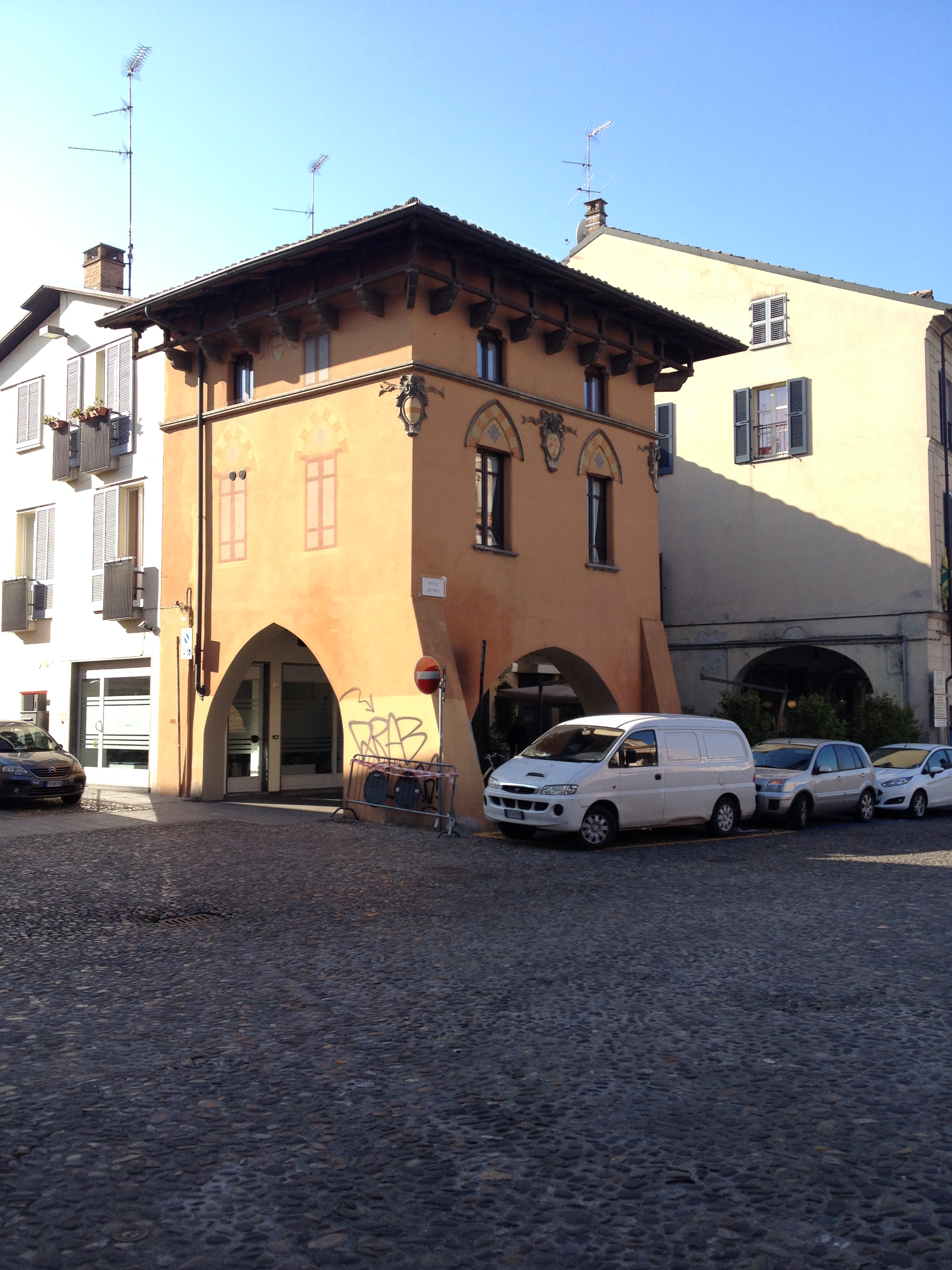
Casa Nava con il suo porticato

Ricostruita nel 1903 in stile tardo medievale, presenta un pregevole porticato sulla Piazza del Duomo.
Palazzo della Tela (XVII secolo)
Costruito dai Conti Della Tela nel XVII secolo venne restaurato nel secolo successivo.
Palazzo ex Banca d'ltalia (XX secolo)
Realizzato dal 1906 al 1911, è un ottimo esempio di edificio in stile Liberty. Attualmente è sede dell'Archivio storico e di alcuni uffici comunali.
Palazzo Dattili della Torre (XVIII secolo)
Realizzato nel Settecento e restaurato nel secolo successivo in stile neoclassico, ha ospitato personaggi famosi come Napoleone Bonaparte, Papa Pio VII e Napoleone III.
Ex Istituto Gallini (XX secolo)

La sua costruzione avvenne tra gli anni 1956-1962. Si tratta di un edificio residenziale multipiano, realizzato da Gio Ponti, sulla copia del progetto del Grattacielo Pirelli di Milano. È colloquialmente conosciuto come il "Pirellino".

### Architetture militari
Castello Visconteo (XIV secolo)

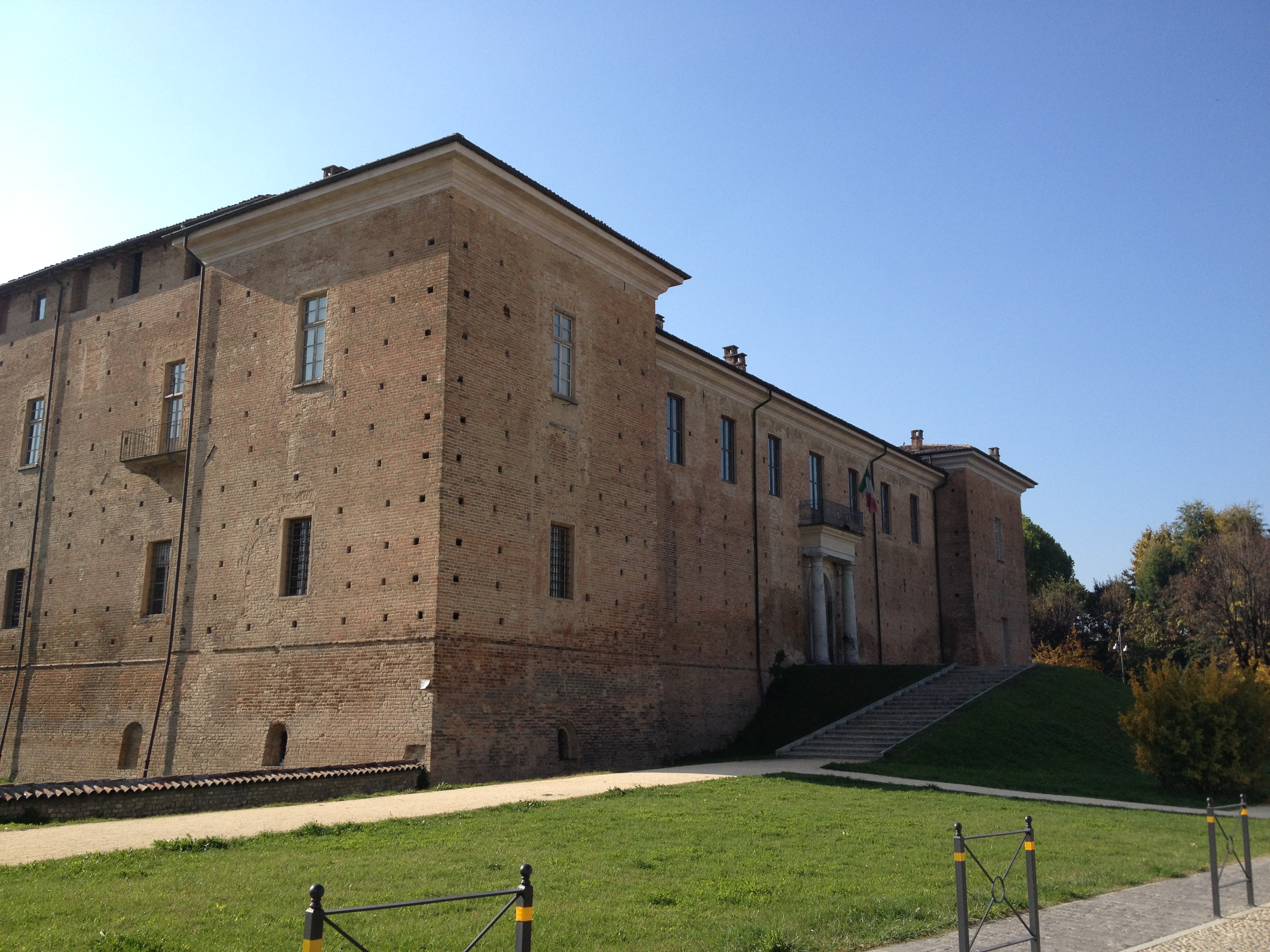
Facciata nord del Castello Visconteo

 Imponente struttura difensiva in mattoni, eretta tra il 1335 e il 1372 per volontà di Gian Galeazzo Visconti, presenta una pianta quadrata con quattro massicce torri poste agli angoli di ogni lato. La facciata nord, che è quella maggiormente conservata nel corso dei secoli, presenta l'ingresso principale alla struttura dall'antistante Piazza della Liberazione, una delle principali della città. Recentemente ristrutturato, al suo interno presenta nell'ala est alcuni affreschi di gran pregio eseguiti da Bartolomeo Suardi, detto il Bramantino, raffiguranti la Madonna con il Bambino e Muse.
Ex Caserma di Cavalleria Vittorio Emanuele II (XIX secolo)

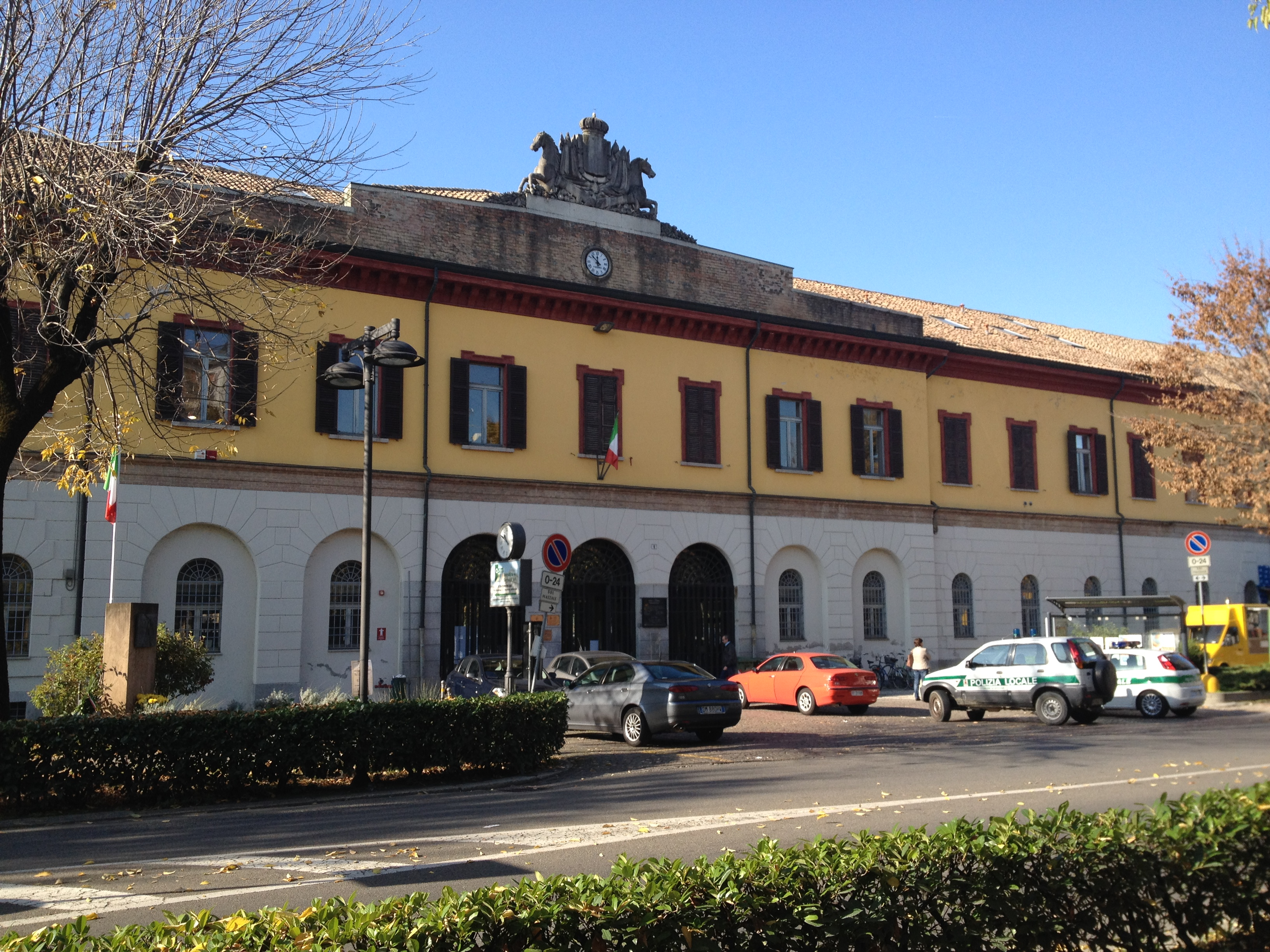
Vista della ex Caserma di Cavalleria Vittorio Emanuele II

 Complesso monumentale di origine militare, edificato tra il 1857 e il 1864 e ampliato nel corso degli anni fino a raggiungere una superficie di 45000 m². Attualmente ospita, nelle parti ristrutturate, uffici comunali, la Civica Biblioteca Ricottiana, il Museo di scienze naturali e il Museo storico.
Quartier Grande (XVIII secolo)
Costruito nel 1749 e ampliato nel XIX secolo, ospitava fino a quattrocento cavalli e quattro compagnie di fanti. Attualmente ospita gli uffici del Giudice di pace.

### Vie e piazze
Piazza Duomo

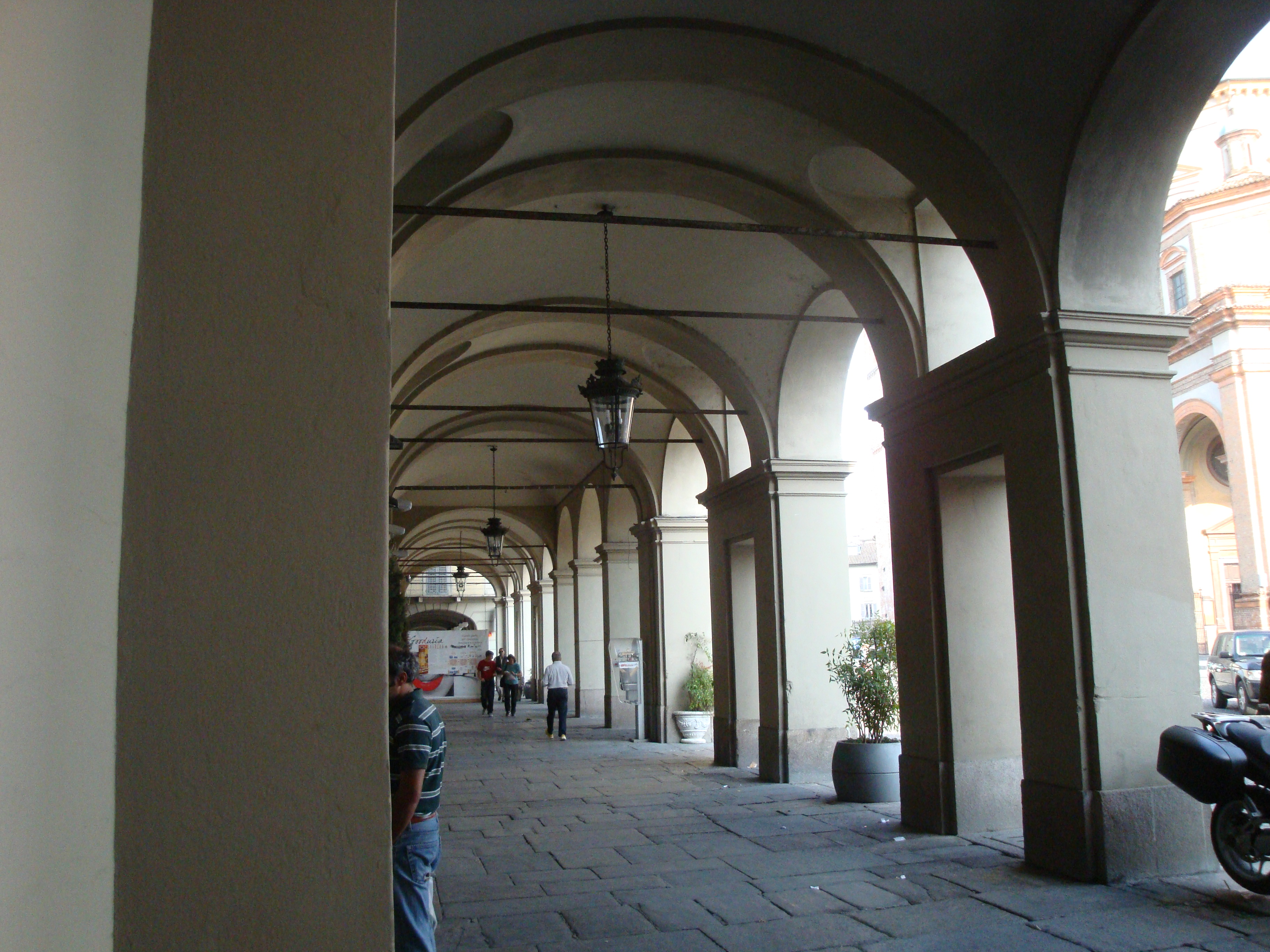
I caratteristici portici di Piazza Duomo

Rappresenta il cuore della città e su di essa si affacciano l'imponente Duomo, il palazzo municipale (Palazzo Gounela) e Casa Nava; caratterizzata da una pianta trapezoidale di grandi dimensioni, è una piazza porticata su tre lati e su di essa convergono le vie principali del centro storico cittadino. È luogo di un grande mercato cittadino, che si svolge sull'intera piazza ogni Martedì e Venerdì.
Piazza della Liberazione

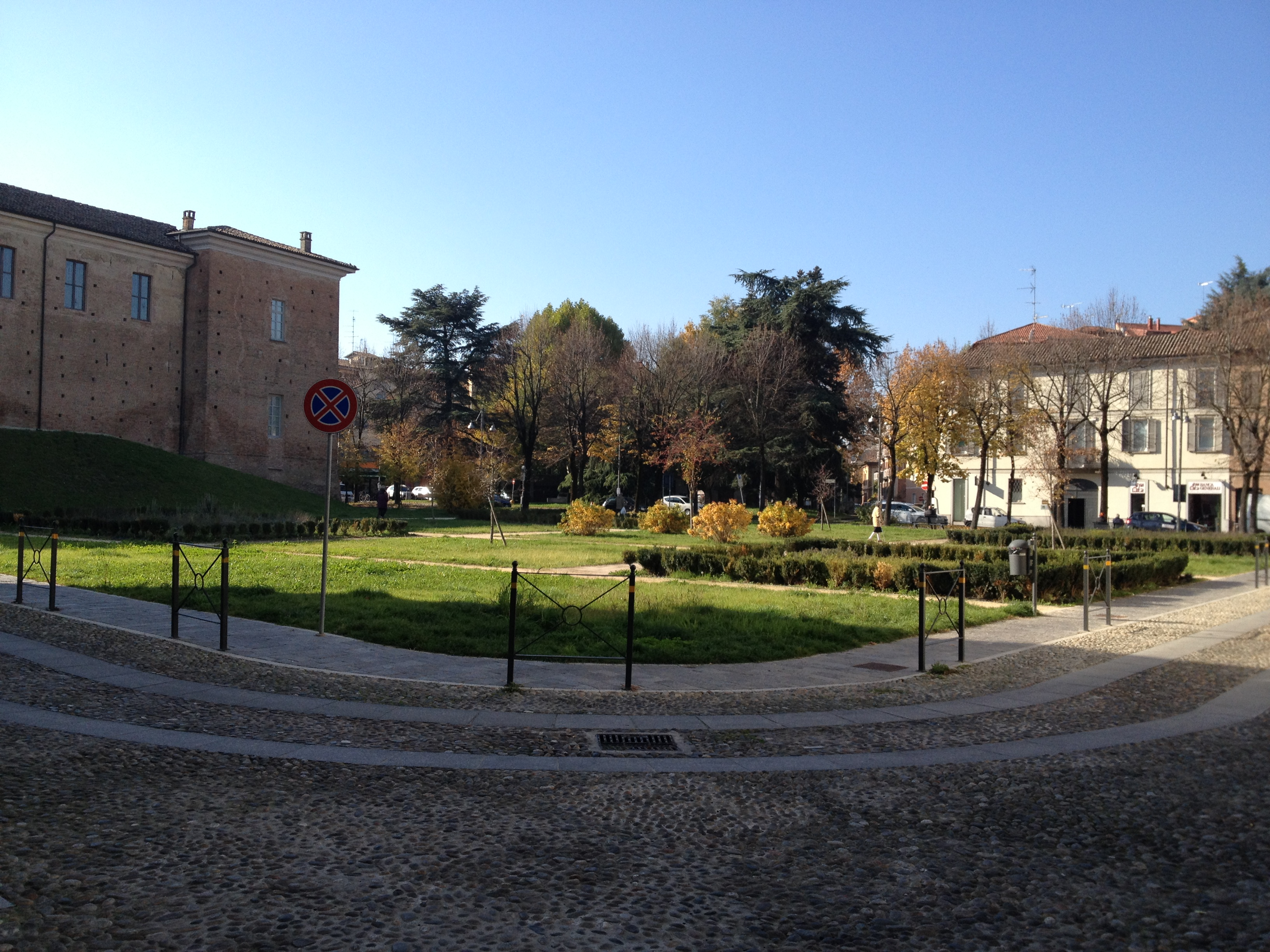
Vista di Piazza della Liberazione

È una delle aree principali della città, sulla quale si affaccia il Castello Visconteo e per questo comunemente chiamata "Piazza Castello" dalla popolazione locale; è caratterizzata da una pianta quadrangolare decorata con giardini all'italiana.
Piazza Meardi
È un'importante piazza aperta al traffico veicolare ed è un punto nevralgico della città; è caratterizzata da una fontana e da un'ampia rotatoria dove convergono alcune delle maggiori vie di comunicazione della città; confina con i Giardini Pubblici Sandro Pertini, che uniti all'area verde circondante la fontana, rappresentano la maggiore area verde a ridosso del centro cittadino; confina inoltre con la ex Caserma di Cavalleria Vittorio Emanuele II.
Via Emilia
Ha origine da Piazza Meardi e rappresenta la via principale del centro cittadino; risulta quasi interamente adibita ad area pedonale e su di essa si aprono numerose attività commerciali e si trovano alcuni tra i palazzi più significativi della città.

### Altro
Cowboyland
È un parco di divertimento a tema western improntato sulla vita dei cowboy e sul Far West, situato a circa 3,5 km a sud dal centro, sulla riva sinistra del torrente Staffora. Sono presenti all'interno del parco anche un ristorante, un albergo e un negozio sempre a tema cowboy e Far West. Oltre alle attrazioni turistiche, all'interno del ranch si svolgono numerose competizioni di rodeo americano, che hanno portato l'amministrazione comunale a gemellarsi ufficialmente con la città statunitense di Cheyenne, capitale del Wyoming.

## Società

### Evoluzione demografica
Abitanti censiti

### Etnie e minoranze straniere
Al 01 Gennaio 2024 la popolazione straniera era di 6.131 persone, pari al 15,68% della popolazione.

## Cultura

### Istruzione
Le scuole d'infanzia, le scuole primarie e le scuole secondarie di primo grado cittadine sono raggruppate in due istituti comprensivi: Via Dante e Sandro Pertini. Sono presenti sul suolo vogherese, però, anche scuole d'infanzia di matrice privata.
Esistono poi quattro istituti di istruzione secondaria di secondo grado:
- Istituto di Istruzione Superiore "Galileo Galilei", Sezione Classica "Severino Grattoni" e "Carlo Carvi" : Liceo Scientifico, Liceo Classico (istituito come Regio Ginnasio nel 1860), Liceo Linguistico, Liceo delle Scienze Umane, Liceo Scientifico Sportivo[46]; Istituto Professionale per l'Industria e l'Artigianato; per i Servizi Commerciali, Turistici e Pubblicità
- Istituto Tecnico Agrario Statale "Carlo Gallini": evoluzione della Regia Scuola Pratica di Agricoltura fondata nel 1894, l'Istituto tecnico agrario vogherese è anche dotato di un Convitto che può ospitare, a tempo pieno, fino a 32 studenti[47];
- Istituto di Istruzione Superiore "Alfieri Maserati": Liceo Scientifico ad opzione Scienze Applicate, Istituto Tecnico per il settore Tecnologico (Elettronica ed Elettrotecnica; Meccanica, Meccatronica ed Energia; Informatica e Telecomunicazioni; Costruzione, Ambiente e Territorio) Istituto Tecnico per il settore Economico (Amministrazione, Finanza e Marketing; Turismo)[48] risultato dall'accorpamento con l'Istituto "Mario Baratta";

L'Università degli Studi di Pavia ha aperto a Voghera un Centro di Medicina dello Sport. Inoltre, nell'ambito dei corsi interfacoltà in Scienze Motorie, ha attivato in città sia un Corso di Laurea triennale in Educazione Fisica e Tecnica Sportiva che un Corso di Laurea magistrale in Scienze e Tecniche dello Sport.

### Musei
- Museo storico "Giuseppe Beccari" che conserva, tra i vari cimeli, l'A112 del Generale Carlo Alberto dalla Chiesa e l'arma che uccise Benito Mussolini[51]. Più in generale, la datazione dei reperti va dall'età napoleonica ad oggi[51]. Le collezioni comprendono divise militari, medaglie, armi e documenti[51].
- Museo di scienze naturali, composto da quattro sezioni: Zoologia, Paleontologia, Mineralogia, Botanica.[52]

### Biblioteche
La Biblioteca Civica "Ricottiana" si trova in parte degli spazi della dismessa Caserma Vittorio Emanuele II. Al piano terra si trova l'emeroteca; ai piani superiori, oltre agli uffici amministrativi, ci sono una sala di consultazione, la sala per i prestiti e la ludoteca con uno spazio destinato alle letture per i più piccoli.

### Musica
Voghera è la città di origine del baritono Giulio Fregosi, del gruppo musicale Roots-rock Mandolin' Brothers (che si ispira alla tradizione statunitense) e del cantautore e armonicista Fabrizio Poggi, noto nel panorama blues italiano e internazionale (candidato ai Grammy Awards 2018). Voghera viene inoltre citata nella canzone dei Modena City Ramblers, Clan Banlieue e nella canzone di Giorgio Gaber intitolata Il Riccardo.

### Radio e giornali
Radio Voghera, fondata nel dicembre del 1975, trasmette a 87,9 - 96.2 - 101,9 e 105 MHz e in streaming online.
Dal 1980 è affiancata da Radio Voghera Musica Italiana (FM 100,9 MHz).
In città sono presenti la redazione locale de la Provincia Pavese, "Il Giornale di Voghera", settimanale d'informazione e di opinione iriense, il periodico free-press "Il Giornale dell'Oltrepo" e il portale on line "Occhio Pavese" free press per il tempo libero, news, intrattenimento

### Cinema e teatri
Il cinema teatro Arlecchino, inaugurato dalla Società Operaia di Mutuo Soccorso (S.O.M.S) nel 1914 come Teatro Cinema Popolare, è l'unica sala cinematografica ancora attiva in città. Oltre alla proiezione di film, ha curato la stagione teatrale "A porte aperte" per conto del Comune.
Il Teatro Valentino Garavani, è stato costruito tra il 1842 e il 1845 su progetto dell'architetto torinese Gioacchino Dell'Isola.

### Festival di fotografia
Oltre alle esposizioni, con cadenza annuale si tiene a Voghera, nelle sale del Castello Visconteo, il festival "Voghera Fotografia", un incontro a livello nazionale con mostre, eventi; nelle giornate del festival, inoltre, alcune aziende del territorio aprono le proprie porte ai visitatori. L'edizione 2023 è svolta dal 27 maggio al 11 giugno: essa è un viaggio fra le bellezze, le fragilità e le risorse del pianeta; tali tematiche sono esacerbate dal titolo: "Terra chiama terra".

### Fiere e mercati
Tutti gli anni, dalla fine del XIV secolo, è organizzata in città la Fiera dell'Ascensione, comunemente chiamata, da vogheresi e non, "la Sensia".

## Economia

### Artigianato
Sono molto diffuse e rinomate la produzione artigianale di attrezzi agricoli e la lavorazione del metallo.

## Infrastrutture e trasporti

### Strade
La città è attraversata dalla Strada statale 10 Padana Inferiore ed è origine della Strada statale 461 del Passo del Penice. Nel territorio comunale si trova il casello autostradale di Voghera, sull'Autostrada A21 Torino-Piacenza-Brescia.

### Ferrovie

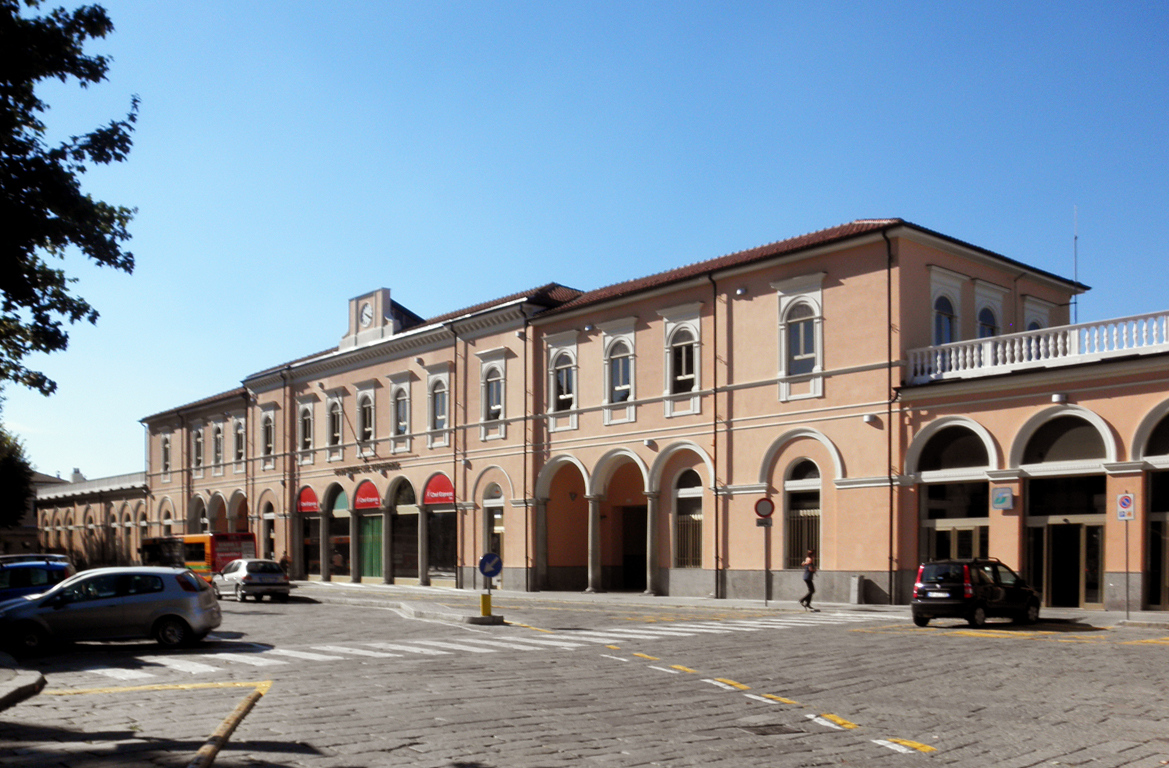
La stazione ferroviaria vista dal piazzale antistante

La stazione di Voghera funge da località nodo per la ferrovia Milano-Genova e la ferrovia Alessandria-Piacenza ed è servita da treni regionali svolti da Trenord nell'ambito del contratto di servizio stipulato con la Regione Lombardia e da collegamenti a lunga percorrenza operati da Trenitalia.
Tra il 1883 e il 1931 Voghera fu anche servita da due linee tranviarie extraurbane a vapore, dirette a Stradella (1883-1931) e a Rivanazzano e Salice Terme (1891-1929).
Dal 1931 al 1966 la città era capolinea della Ferrovia Voghera-Varzi sul cui tracciato della linea ferroviaria dismessa fino a Rivanazzano, è stata realizzata una pista ciclabile.

### Mobilità urbana
In città sono attivi servizi automobilistici urbani e analoghi collegamenti interurbani gestiti dalla società Autoguidovie. Sono inoltre presenti alcune società private per il trasporto che offrono taxi e autobus.

## Amministrazione
Segue un elenco delle amministrazioni locali dalla Liberazione al terzo millennio.
| Periodo | Periodo | Primo cittadino    | Partito           | Carica      | Note |
| ------- | ------- | ------------------ | ----------------- | ----------- | --- |
| -       | 1945    | Riccardo Dagradi   | PCI               | Sindaco     | nominato l'8 maggio 1945 dal CLN |
| 1946    | 1951    | Riccardo Dagradi   | PCI               | Sindaco     | Eletto dal Consiglio comunale dopo i risultati delle elezioni del 1946 Giunta PCI - PSIUP - PRI |
| 1951    | 1956    | Rino Cristiani     | DC                | Sindaco     | Eletto dal Consiglio comunale dopo i risultati delle elezioni del 1951 Giunta DC - PRI - PSLI con appoggio esterno del PLI |
| 07/1956 | 02/1957 | Italo Betto        | PSDI              | Sindaco     | Eletto dal Consiglio comunale dopo i risultati delle elezioni del 1956 Giunta PSI - PSDI eletta con i voti del PCI ma sostenuta anche dalla DC |
| 06/1957 | 11/1959 | Domenico Belfante  | -                 | Comm. pref. | Gestione commissariale del comune |
| 1959    | 1960    | Riccardo Dagradi   | PCI               | Sindaco     | Eletto dal Consiglio comunale dopo i risultati delle elezioni del 1959 Giunta PCI - PSI |
| 07/1961 | 11/1961 | Mario Bottiroli    | PRI               | Sindaco     | Eletto dal Consiglio comunale dopo i risultati delle elezioni del 1961 Guida una Giunta di emergenza sostenuta dall'appoggio esterno della DC |
| 1961    | 1964    | Rino Cristiani     | DC                | Sindaco     | Giunta DC - PSI - PSDI - PRI |
| 1964    | 1967    | Rino Cristiani     | DC                | Sindaco     | Eletto dal Consiglio comunale dopo i risultati delle elezioni del 1964 |
| 1967    | 1970    | Antonio Airò       | DC                | Sindaco     | |
| 1970    | 1972    | Ernesto Gardella   | PSI               | Sindaco     | Eletto dal Consiglio comunale dopo i risultati delle elezioni del 1970 |
| 1972    | 1978    | Ernesto Gardella   | PSI               | Sindaco     | Eletto dal Consiglio comunale dopo i risultati delle elezioni del 1972 |
| 1978    | 1983    | Italo Betto        | PCI               | Sindaco     | Eletto dal Consiglio comunale dopo i risultati delle elezioni del 1978 |
| 1983    | 1986    | Ernesto Gardella   | PSI               | Sindaco     | Eletto dal Consiglio comunale dopo i risultati delle elezioni del 1983 |
| 1986    | 1988    | Mario Bottiroli    | PRI               | Sindaco     | |
| 1988    | 1991    | Alberto Gatti      | PCI               | Sindaco     | Eletto dal Consiglio comunale dopo i risultati delle elezioni del 1988 Giunta DC - PCI |
| 1991    | 1992    | Paolo Affronti     | DC                | Sindaco     | Giunta DC - PCI |
| 02/1992 | 07/1992 | Giovanni Libardi   | DC                | Sindaco     | Eletto al posto di Paolo Affronti dimessosi per candidarsi alle elezioni politiche - Giunta DC - PDS - PSDI - PLI - Lista artigiani |
| 1992    | 1993    | Paolo Affronti     | DC                | Sindaco     | Giunta DC - PDS - PSI - Unità e Democrazia Socialista |
| 1993    | 1995    | Maurizio Ferrari   | Lega Lombarda     | Sindaco     | eletto al ballottaggio col 67,66% |
| 1996    | 2000    | Carlo Scotti       | L'Ulivo           | Sindaco     | eletto al ballottaggio col 53,25% Giunta PDS - Popolari per Voghera |
| 2000    | 2005    | Aurelio Torriani   | Forza Italia      | Sindaco     | eletto direttamente al primo turno col 55,19% Giunta Forza Italia - AN - Lega Nord - CCD |
| 2005    | 2010    | Aurelio Torriani   | Forza Italia      | Sindaco     | eletto direttamente al primo turno col 56,90% Giunta Forza Italia - AN - Lega Nord - UDC |
| 2010    | 2015    | Carlo Barbieri     | PDL/ Forza Italia | Sindaco     | eletto direttamente al primo turno col 61,31% Giunta PDL/Forza Italia - Nuovo Centrodestra - Lega Nord - UDC |
| 2015    | 2016    | Carlo Barbieri     | Forza Italia      | Sindaco     | eletto al ballottaggio col 50,04% Giunta Forza Italia - UDC - Nuovo Centrodestra - Liste civiche |
| 02/2016 | 01/2017 | Sergio Pomponio    |                   | Comm. pref. | Insediatosi per decadenza degli organi comunali in seguito a sentenza del TAR lombardo che ha deciso la ripetizione del ballottaggio tra il sindaco uscente e il candidato del PD, inizialmente escluso in favore del candidato leghista per l'errato conteggio dei voti. |
| 01/2017 | 10/2020 | Carlo Barbieri     | Forza Italia      | Sindaco     | eletto in occasione della ripetizione del ballottaggio col 50,7% Giunta Forza Italia - UDC - Nuovo Centrodestra - Liste civiche |
| 10/2020 |         | Paola Garlaschelli | Indipendente      | Sindaco     | eletta al ballottaggio col 66,29% Giunta Lega - Forza Italia - Fratelli d’Italia - Liste civiche |

### Gemellaggi
Voghera è gemellata con:
- Leinfelden-Echterdingen, comune del Baden-Württemberg;
- Manosque, città dell'Alta Provenza;
- Cheyenne, capitale e città del Wyoming;

## Sport
La società calcistica cittadina è la Vogherese, fondata nel 1919 e poi a più riprese ricostituita con diverse denominazioni; essa è contraddistinta dai colori rosso-neri e vanta quale maggior successo due partecipazioni alla Serie B, cui però non ha mai preso parte nell'era del girone unico, trascorrendo tanta parte della propria storia tra i livelli inferiori del professionismo e il dilettantismo. Per qualche tempo essa coabitò con l'OltrepoVoghera, club originario della vicina Stradella a sua volta con trascorsi professionistici, che tuttavia non riuscì mai ad attecchire nel tifo calcistico cittadino; fu però proprio l'OltrepoVoghera a permettere nel 2019 (previa ridenominazione del titolo sportivo) di dare continuità alla storia della Vogherese, che da tale anno è tornata così a essere il riferimento del calcio in città. Attualmente milita in Serie D. La sede delle gare interne è lo stadio Giovanni Parisi, intitolato al pugile campione olimpico 1988.
Tra le principali strutture sportive cittadine si annoverano il PalaOltrepò (palazzo dello sport da 1800 posti), il centro natatorio comunale Riccardo Dagradi (dotato di due vasche interne e tre esterne, presso cui opera la società Iria Pallanuoto), la palestra dell'Associazione Pugilistica Voghera (in cui si allenò il campione olimpico e campione del mondo Giovanni Parisi), il Campo Giovani (sede della Società Atletica Iriense), il Centro Adolescere (sede di una polisportiva attiva principalmente nella pallavolo).
Altre associazioni sportive cittadine sono dedite a calcetto, tennis, arti marziali, rugby (ASD Rugby Voghera) e sport invernali (Sci Club).
Voghera è stata sede di partenza di tre tappe del Giro d'Italia (1956, 1977 e 1989), per una volta arrivo di tappa (1979) ed è inclusa nel percorso della classica Milano-Sanremo.
| Anno               | Tappa | Partenza  | Arrivo    | km  | Vincitore di tappa | Maglia rosa        |
| ------------------ | ----- | --------- | --------- | --- | ------------------ | ------------------ |
| Giro d'Italia 1956 | 5ª    | Voghera   | Mantova   | 198 | Miguel Poblet      | Alessandro Fantini |
| Giro d'Italia 1977 | 14ª   | Voghera   | Vicenza   | 247 | Marc Demeyer       | Francesco Moser    |
| Giro d'Italia 1979 | 11ª   | La Spezia | Voghera   | 212 | Bernt Johansson    | Giuseppe Saronni   |
| Giro d'Italia 1989 | 20ª   | Voghera   | La Spezia | 220 | Laurent Fignon     | Laurent Fignon     |